# Łobżenica Nowe Miasto
Łobżenica Nowe Miasto – dawne miasto położone w obrębie współczesnego miasta Łobżenica, uzyskała lokację miejską przed 1450 rokiem, zdegradowana w 1574 roku.